# Сакварелидзе, Теймураз Андреевич
Теймураз Андреевич Сакварелидзе (груз. თეიმურაზ ანდრეის ძე საყვარელიძე, род. 1931, Тифлис) — грузинский советский учёный-искусствовед и организатор науки.

## Биография
Окончил исторический факультет Тбилисского государственного университета в 1954 году.
С 1955 по 1958 год учился в аспирантуре 
Института истории грузинского искусства. Кандидат искусствоведения (1966), тема диссертации «Из истории грузинского чеканного искусства XII века».
В 1983—1999 годах был заместителем директора по науке этого института; с 2001 по 2006 год — директор Института.